# Biophytum pedicellatum
Biophytum pedicellatum là một loài thực vật có hoa trong họ Chua me đất. Loài này được Delhaye mô tả khoa học đầu tiên năm 1952.